# Србољуб Тасић
Србољуб Тасић (Мала Круша, код Призрена, 30. јун 1934 – Приштина, 5. фебруар 1998) српски је песник и преводилац с албанског језика.

## Биографија
Србољуб Тасић потиче из службеничке породице од оца Андреје и мајке Љубице, рођене Марковић, домаћице. Основну школу завршио је у Трстенику, у избеглиштву, нижу гимназију у Призрену, Учитељску и Вишу педагошку школу у Приштини. Био је учитељ у родном крају, а касније и директор школе. У Приштину се доселио након пензионисања, неколико година пре бомбардовања 1999. Песме је почео да пише као средњошколац, прву је објавио 1954. године. Писао је и поезију за децу, коју је најчешће објављивао у Политици за децу и Јединству. 
Преводио је с албанског језика на српски. У његовом преводу Јединство је објавило збирке песама албанских песника с Косова и Метохије: Дина Мехметија (Време, 1982), Вехби Кикаја (Продавница росе, 1984), Агима Маље (Кућа у савани, 1985), Абдулаха Коњушевција (Пад јабуке, 1982) и других. 
Својим песмама био је заступљен у читанкама за 3. и 6. разред основне школе аутора Жике Марковића и Петра Гудеља. 
Песме су му превођене на албански, турски и румунски језик.
Био је члан Књижевног друштва Косова и Метохије и Књижевног друштва просветних радника Србије.

## Књиге песама
- Поље у птици, Јединство, Приштина, 1976,
- Над сваком кућом по једна звезда, Јединство, Приштина, 1977,
- Златари лета, Јединство, Приштина, 1979,
- Мудра земља, Јединство, Приштина, 1982,
- Toka e urte (на албанском), Rilindja, Prishtine, 1985,
- У извод небо, Дечје новине – Јединство, Горњи Милановац – Приштина, 1986,
- Земља за реч, Јединство, Приштина, 1998.

## Награде
- Годишња награда Друштва књижевника Косова и Метохије, за збирку "Мудра земља", 1982,
- Златно перо Деспота Стефана Лазаревића
- Награда Лазар Вучковић.